# Кинг, Джон (путешественник)
Джон Кинг (англ. John King; 15 декабря 1838 — 15 января 1872) — исследователь Австралии, одним из первых совершивший переход через этот континент в 1860—1861 годах.

## Биография
Младший из четырёх детей в семье Генри и Элен Кинг. Окончил Королевскую военную школу в Дублине (Royal Hibernian Military School). В январе 1853 года зачислен в 70-й полк, служил в Северо-Западной пограничной провинции Индии в Пешаваре, участвовал в подавлении восстания сипаев 1857—1858 годов. Находясь на излечении после тяжёлой болезни, познакомился с Джорджем Ланделлсом, который прибыл в командировку по поручению правительства австралийского штата Виктория с целью закупки 24 верблюдов для использования в качестве вьючных животных в экспедиции через Австралийский континент. Увлёкшись этой идеей, Кинг уволился из армии и 8 марта 1860 года прибыл в Австралию (его единственная сестра Элизабет переехала туда ещё в 1858 году).
В экспедиции Бёрка и Уиллса 1860—1861 годов, пытавшейся пересечь Австралийский континент по маршруту от Мельбурна на юге до залива Карпентария на севере, Кинг был назначен ответственным за уход за верблюдами. Караван вышел из Мельбурна 20 августа 1860 года в составе восемнадцати человек, 25 верблюдов и 22 лошадей. 9 февраля 1861 года часть этой экспедиции в составе четырёх человек (Бёрк, Уиллс, Кинг и Чарли Грей) достигла эстуария реки Флиндерс, выполнив поставленную задачу. Однако, на обратном пути ослабленные голодом и лишениями путешественники были вынуждены ожидать помощи в лагере у реки Купер-Крик, и к прибытию спасательной экспедиции в сентябре 1861 года выжил при помощи аборигенов один только Джон Кинг.
В 1871 году он женился на Мэри Ричмонд, умер 15 января 1872 года вследствие туберкулёза.

## Упоминание в художественной литературе
Во второй части романа Жюля Верна «Дети капитана Гранта» об экспедиции Бёрка и Уиллса и об участии в ней Кинга рассказывает своим спутникам Паганель (глава XI «Бёрк и Стюарт»).